# Monte Carlo
Monte Carlo je mesto oz. četrt v Kneževini Monako s 15.200 prebivalci.
Monte Carlo je igralniški del kneževine, kar privablja številne obiskovalce. Zaradi mile mediteranske klime, luksuznih hotelov je turistično obiskano področje. Kneževina s svojo davčno politiko je davčna oaza za številne bogataše, največkrat športnike in estradnike, ki se naseljujejo v Monte Carlu in se na ta način izogibajo plačevanju davkov matičnih državah.
Mesto je poleg kazinojev znano po vsakoletni avtomobilistični Veliki nagradi Monaka v Formuli 1, po številnih športnih prireditvah ter operi in baletni šoli. Zaradi teh dogodkov ga rade obiskujejo znane in bogate osebnosti iz celotnega sveta.

## Zemljepisni položaj
Monte Carlo se nahaja na strminah Primorskih Alp ob francoski rivieri. Ob zahodni meji četrti se nahaja svetovno znani igralniški center Place du Casino, ki je zaznamoval  Monte Carlo kot »mednarodni sinonim za igralništvo in nepremišljeno trošenje bogastva«. To je tudi lokacija Hotel de Paris, Cafe de Paris in Salle Garnier s kazino gledališčem,, kjer domuje Opera de Monte Carlo.
Vzhodni del področja vključuje skupnost Larvotto z edinimi javnimi plažami v kneževini in novi kongresni center »Grimaldi Forum« in Monte Carlo Bay Hotel ˛Resort. Na vzhodni meji četrti je francosko mesto Beausoleil (včasih poimenovano Monte Carlo Superieur). Približno 8 km od Monte Carla je državna meja z Italijo.

## Zgodovina
Leta 1850 je vladajoči družini Grimaldi v  Monaku grozil  stečaj, kot posledica izgube dveh mest, Menton in Roquebrune, ki sta leta 1848 razglasili status svobodnih mest. Mesti sta kneževini prinašali večino prihodkov kneževine je s svojimi nasadi limon, pomaranč in oljčnih pridelkov. Pozneje, leta 1861 sta se mesti priključili Franciji. V tem času, je raslo število majhnih mest v Evropi, ki  so se uspešno razvijala z ustanavljanjem igralnic, predvsem  nemška mesta, kot Baden-Baden in Homburg.
Leta 1856 je Charles III Monaški podelil koncesijo  Napoleonu Langloisu in Albertu Aubertu za vzpostavitev morskega kopališča za zdravljenje različnih bolezni in za izgradnjo igralnice po nemškem vzoru v Monaku.  Prvotni kazino je bil odprt v La Condamine leta 1862, vendar ni bil uspešen, njegova tedanja lokacija je segala v območje, imenovano "Les Spélugues" (jame). V Monte Carlo se je preselil po nekaj selitvah v letih, ki so sledila. Uspeh kazinoja je  počas rasel, predvsem zaradi nedostopnosti območja z večjega dela Evrope. Šele izgradnja železnice leta 1868,  je omogočila dostop ljudi v Monte Carlo, ki so lahko videli rast bogatije v mestu.
Cerkev Saint-Charles  na Monte Carlo Avenue Sainte-Charles je bila končana leta 1883 in je bila obnovljena ob stoletnici.
Leta 1911,  Ustava Kneževine Monako razdeli državo v tri občine. Občina Monte Carlo je obsegala obstoječe soseske La Rousse / Saint Roman Larvotto / Bas Moulins in Saint Michel. Občine so bile ponovno združene v eno leta 1917, po obtožbah, da je vlada, ki je delovala po načelu "deli in vladaj"  podeljevala status svojim varovancem (quartiers). Danes je Kneževina Monako razdeljen na 10 oddelkov, z načrtovanim enajstim oddelkom, ki bi zajel zemljišča pridobljena iz morja.
Med leti 1900 in 1953 je bil Monte Carlo povezan s tramvaji z ostalimi predeli kneževine. 
Leta 2003 je bil dokončan novi potniški ladijski terminal, ki se zaključuje v pristanišču  Monte Carlu.

## Etimologija imena
Ime Monte Carlo izhaja iz italijanščine in je nastalo v času vladavine kneza Charlesa III Monaškega.

## Klima
V kneževini in vmestu je tekom celotnega leta mila mediteranska klima. 
| Podnebni podatki za Monte Carlo, Monako | Podnebni podatki za Monte Carlo, Monako | Podnebni podatki za Monte Carlo, Monako | Podnebni podatki za Monte Carlo, Monako | Podnebni podatki za Monte Carlo, Monako | Podnebni podatki za Monte Carlo, Monako | Podnebni podatki za Monte Carlo, Monako | Podnebni podatki za Monte Carlo, Monako | Podnebni podatki za Monte Carlo, Monako | Podnebni podatki za Monte Carlo, Monako | Podnebni podatki za Monte Carlo, Monako | Podnebni podatki za Monte Carlo, Monako | Podnebni podatki za Monte Carlo, Monako | Podnebni podatki za Monte Carlo, Monako |
| Mesec                                   | Jan                                     | Feb                                     | Mar                                     | Apr                                     | Maj                                     | Jun                                     | Jul                                     | Avg                                     | Sep                                     | Okt                                     | Nov                                     | Dec                                     | Letno                                   |
| --------------------------------------- | --------------------------------------- | --------------------------------------- | --------------------------------------- | --------------------------------------- | --------------------------------------- | --------------------------------------- | --------------------------------------- | --------------------------------------- | --------------------------------------- | --------------------------------------- | --------------------------------------- | --------------------------------------- | --------------------------------------- |
| Povprečna visoka temperatura °C         | 12.5                                    | 13.1                                    | 14.5                                    | 16.7                                    | 19.8                                    | 23.3                                    | 26.4                                    | 26.6                                    | 24.2                                    | 20.8                                    | 16.2                                    | 13.5                                    | 19.0                                    |
| Povprečna dnevna temperatura °C         | 8.7                                     | 9.4                                     | 10.9                                    | 13.2                                    | 16.4                                    | 19.9                                    | 22.9                                    | 23.0                                    | 20.5                                    | 17.0                                    | 12.4                                    | 9.6                                     | 15.3                                    |
| Povprečna nizka temperatura °C          | 4.9                                     | 5.6                                     | 7.2                                     | 9.7                                     | 13.0                                    | 16.4                                    | 19.3                                    | 19.3                                    | 16.9                                    | 13.2                                    | 8.6                                     | 5.7                                     | 11.7                                    |
| Povprečna količina padavin mm           | 82.7                                    | 76.4                                    | 70.5                                    | 62.2                                    | 48.6                                    | 36.9                                    | 15.6                                    | 31.3                                    | 54.4                                    | 108.2                                   | 104.2                                   | 77.5                                    | 768.5                                   |
| Povp. št. dni s padavinami              | 6.8                                     | 6.4                                     | 6.1                                     | 6.3                                     | 5.2                                     | 4.1                                     | 1.9                                     | 3.1                                     | 4.0                                     | 5.8                                     | 7.0                                     | 6.0                                     | 62.7                                    |
| Povp. št. sončnih ur                    | 148.8                                   | 152.6                                   | 201.5                                   | 228.0                                   | 269.7                                   | 297.0                                   | 341.0                                   | 306.9                                   | 240.0                                   | 204.6                                   | 156.0                                   | 142.6                                   | 2.668,7                                 |
| Vir: Hong Kong Observatory              |                                         |                                         |                                         |                                         |                                         |                                         |                                         |                                         |                                         |                                         |                                         |                                         |                                         |

| Podnebni podatki za Monako      | Podnebni podatki za Monako | Podnebni podatki za Monako | Podnebni podatki za Monako | Podnebni podatki za Monako | Podnebni podatki za Monako | Podnebni podatki za Monako | Podnebni podatki za Monako | Podnebni podatki za Monako | Podnebni podatki za Monako | Podnebni podatki za Monako | Podnebni podatki za Monako | Podnebni podatki za Monako | Podnebni podatki za Monako |
| Mesec                           | Jan                        | Feb                        | Mar                        | Apr                        | Maj                        | Jun                        | Jul                        | Avg                        | Sep                        | Okt                        | Nov                        | Dec                        | Letno                      |
| ------------------------------- | -------------------------- | -------------------------- | -------------------------- | -------------------------- | -------------------------- | -------------------------- | -------------------------- | -------------------------- | -------------------------- | -------------------------- | -------------------------- | -------------------------- | -------------------------- |
| Povprečna visoka temperatura °C | 12.25                      | 12.52                      | 13.97                      | 16.13                      | 19.36                      | 22.98                      | 25.78                      | 25.93                      | 23.81                      | 19.9                       | 16.09                      | 13.41                      | 18.51                      |
| Povprečna nizka temperatura °C  | 8.08                       | 8.16                       | 9.6                        | 11.62                      | 14.83                      | 18.49                      | 21.18                      | 21.51                      | 19.28                      | 15.57                      | 11.91                      | 9.25                       | 14.12                      |
| Povp. št. dni s padavinami      | 5.9                        | 5.2                        | 6.7                        | 6                          | 5.6                        | 2.8                        | 1.3                        | 2.5                        | 4.5                        | 7.5                        | 7.7                        | 6.8                        | 62.5                       |
| Vir: Monaco website             |                            |                            |                            |                            |                            |                            |                            |                            |                            |                            |                            |                            |                            |

## Šport in prosti čas
Monte Carlo je gostil večino Velikih nagrad Monaka v Formuli 1. Prav tako je gostil veliko borb za naslov svetovnih boksarskih prvakov, finale Evropskega turnirja v pokru  »(European Poker Tour Grand Final)«, svetovno prvenstvo v backgammonu kot tudi  vsakoletno avtomobilsko razstavo »Monako International Auto Show«.) Monte Carlo slovi tudi po številnih modnih revijah najvidnejših svetovnih modnih kreatorjev. 
Teniški turnir sicer nosi naslov Velika nagrada Monte Carla, se pa dejansko odvija v francoski občini Roquebrune-Cap-Martin.
Od leta 1911 je Monte Carlo cilj vsakoletnega relija Monte Carlo, ki predstavlja začetek vsakoletne sezone svetovnega prvenstva. Reli je potekal do leta 2008 z izjemo med leti 1940 in 1948 zaradi vojne in leta 1957 zaradi težav z gorivom. Med leti 2009 in 2011 je reli potekal samo po francoskih cestah, po letu 2012 pa je Monte Carlo ponovno cilj vsakoletnega relija.
Že desetletja Monte Carlo obiskujejo številni člani evropskih kraljevih družin kot tudi popularni estradniki.
Monte Carlo je eno od vodilnih evropskih turističnih središčih, čeprav se mnoge od ključnih turističnih destinacij nahajajo v drugih delih Monaka, vključno s takimi znamenitosti, kot so Monaška katedrala, Napoleonov muzej, Oceanografski muzej in akvarij,  knežji palači, ki se vse  nahajajo v Monaco-Ville.
Nogometno moštvo Monaco ima sedež v Monaku in tekmuje v prvi francoski nogometni ligi. Svoje tekme igra na stadionu Louisa II v Monaku.

## Salle Garnier
Opera de Monte-Carlo ali Salle Garnier je bila zgrajena po načrtih arhitekta Charlesa Garnier, ki je oblikoval tudi operno hišo Paris, danes znano kot Palais Garnier. Čeprav je veliko manjša je Salle Garnier v slogu z okraski v rdeči barvi in zlatom, s freskami in skulpturami po vsem avditoriju zelo podobna pariški operi. Opera je bila odprta 25. januarja 1879 z nastopom Sarah Bernhardt, ki je bila oblečena kot nimfa. Prva opera, ki je bila izvedena izvedena je bila opera Roberta Planquetteja Le Chevalier Gaston 8. februarja 1879, kateri so sledile še tri  predstave v prvi sezoni.
Zahvaljujoč vplivu prvega direktorja opere, Julesa Cohena, kar je bilo ključnega pomena pri angažiranju italijansko francoske operne pevke Adeline Patti (1843 do 1919) in s srečno kombinacijo Raoul Gunsbourg (1860 do 1955), novega opernega direktorja od leta 1883, in princese Alice, operne ljubiteljice, ameriške žene naslednika Charlesa III, kneza Alberta I. je bila monaška operna družba povzdugnjena na sam vrh v svetovnem Merilu. Gunsbourg je ostal na čelu opere šestdeset let.
V zgodnjih letih dvajsetega stoletja, je bilo v Salle Garnier možno videti  veliko vrhunskih izvajalcev, kot Nellie Melba  (1861 do 131) in Enrica Carusa (1873 do 1921) v Leoncavallajevi operi La Boheme in Verdijevi operi Rigoletto (leta 1902), in Feodorja Šaljapina na premieri opere Julesa Masseneta (1842 do 1912) Don Kihot (leta 1910). Ta produkcija  je bila del dolgoletnega sodelovanja med operno družbo in skladateljem pri izvedbi njegovih oper, od katerih sta bili dve uprizorjeni  po skladateljevi smrti.
Drugi znani pevci dvajsetega stoletja, ki so nastopali v Monte Carlu so bili Titta Ruffo, Geraldine Farrar, Mary Garden, Tito Schipa, Beniamino Gigli, Claudia Muzio, Georges Thill in Lily Pons.
Poleg Masseneta, so imeli svoje premierne izvedbe v Salle Garnier med drugimi še Camille Saint-Saëns (opera Helene, 1904); Pietro Mascagni (Amica, 1905); in Giacomo Puccini (La Rondine (Lastovka), 1917). Od svojega odprtja, je operno gledališče uprizorilo 45 svetovnih premier oper. 
René Blum (1878 do 1942) ustanoviteljica baletne hiše Ballet de l'Opera v Monte Carlu je dejala. "Zlata doba"  Salle Garnier je minila, toda kot mala produkcijska hiša z omejenimi sredstvi  ne more, pripraviti produkcije, ki stane astronomske zneske, toda kljub vsemu, družba še vedno uspe pripraviti sezono, ki vsebuje pet ali šest predstav.

## Pobrateni mesti
Monte Carlo je pobraten z mesti:
| - Campagna, Italija - Ceuta, Španija |

## Hotel de Paris
|
Hotel de Paris je najbolj znan hotel v Monte Carlu in ga je ustanovil leta 1864 knez Charles III Monaški. Nahaja na zahodni strani Place du Casino v središču Monte Carla. Vključen je v elitno hotelsko skupino SBM (Societe des Bains de mer de Monaco). Hotel ima 106 sob, razdeljeni v štiri kategorije glede na vrsto razgleda, dekoracijo in razkošje. Na voljo je tudi 74 apartmajev, ki so podobno opredeljeni in ponujajo večji luksuz kot sobe. Poleg tega je na razpolago tudi en predsedniški apartma.

## Monte Carlo v filmih in na televiziji
Monte Carlo je predstavljen v številnih filmih in televizijskih serijah, nazadnje leta 2011 v  filmu z istim naslovom.
V Monte Carlu so snemali številni režiserji in posnetke iz Monte Carla (Monaka) so uporabili v filmih o agentu Jamesu Bondu. Uporabil jih je Alfred Hitchcock v svojih filmih.

## Znameniti meščani
V Monte Carlu imajo prijavljeno stalno bivališče številni športniki in estradniki, ki se zaradi ugodne davčne politike Kneževine Monako na ta način izognejo neugodnejšim davčnim obveznostim v matičnih državah.